# Dichomeris alacella
Dichomeris alacella là một loài bướm đêm thuộc họ Gelechiidae. Nó được tìm thấy ở hầu hết châu Âu.
Sải cánh dài 13–14 mm. Con trưởng thành bay từ tháng 7 đến tháng 8.
Ấu trùng ăn lichens on tree-trunks.

## Hình ảnh

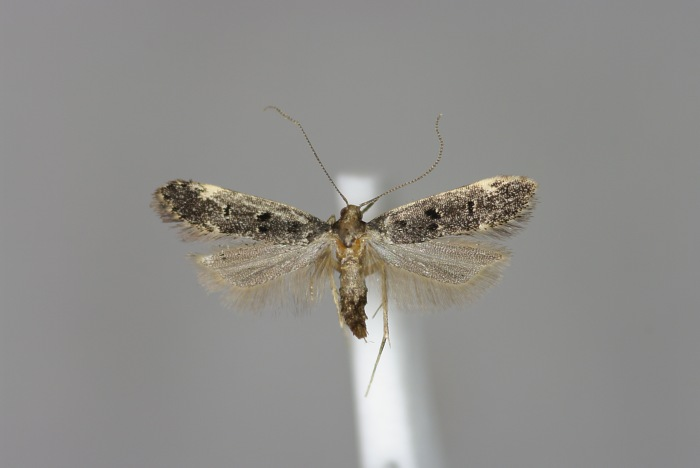
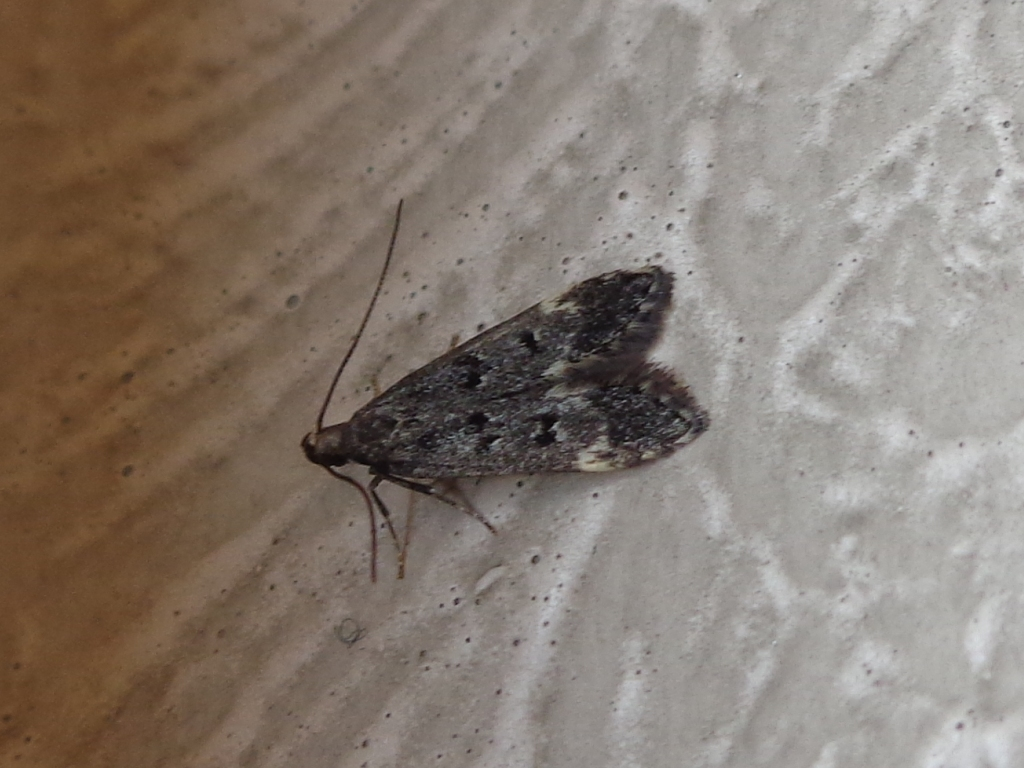